# Lindsay (Montana)
Lindsay é uma comunidade não incorporada no condado de Dawson, estado de Montana, nos Estados Unidos. Lindsay fica localizada na Montana Highway 200S e na Upper Sevenmile Creek a cerca de 36 quilómetros oeste-noroeste da cidade de Glendive, a sede do condado. A comunidade possui uma estação de correios com o código zip 59339.